# Albert Anker
Albert Anker (Ins, Cantón de Berna, Suiza, 1 de abril de 1831-ibídem, 16 de julio de 1910), pintor suizo, especializado en la pintura de niños.

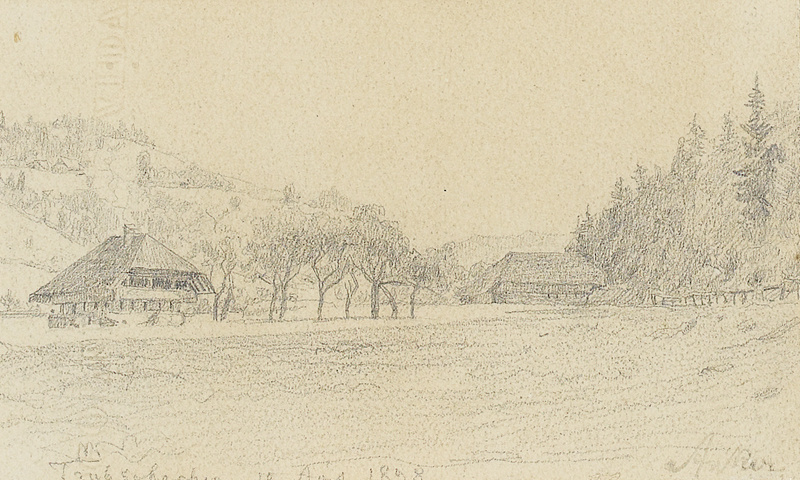
Uno de sus dibujos

## Vida
Era hijo del veterinario Samuel Anker y de su esposa Mariana, nacida Gaschet, y tenía once hermanos mayores que él. Entre 1845 y 1848 tomó clases particulares de dibujo con Luis Wallinger en Neuchâtel. A partir de 1849 asistió al Gymnasium en Berna. En 1854 se hizo miembro de la asociación estudiantil Zofingia. Después de aprobar el bachillerato en 1851, empezó a estudiar Teología en la universidad de Berna. En septiembre de ese año viajó por primera vez a París, donde conoció las obras de Eustache Le Sueur y Nicolas Poussin. De 1852 a 1854 continuó los estudios en la Universidad de Halle (Alemania).
En una carta del 25 de septiembre de 1853 escribe a su padre que desea dejar la carrera y hacerse pintor. La primavera siguiente regresa a Berna. Con un dibujo a lápiz titulado Viejo fumando participa por primera vez en una exposición del Círculo suizo de Bellas Artes.
Cuando su padre le autoriza en 1854 a abandonar los estudios de Teología, se marcha a París como discípulo del pintor suizo Charles Gleyre y a partir de 1861 estudia también con Pierre-Auguste Renoir. Entre 1855 y 1860 asiste a la Escuela de Bellas Artes (París) (en francés École nationale superieure des beaux-arts) y sus obras se exponen regularmente en el Salón de París entre 1859 y 1885. A partir de 1856 hizo viajes a Bretaña, la Selva Negra, Italia y Bélgica.
Cuando su padre murió en 1860, Anker se hizo cargo de la casa paterna en Ins, viviendo en ella al principio solo los meses de verano y pasando el invierno en París, pero en 1890 se mudó definitivamente a Ins.

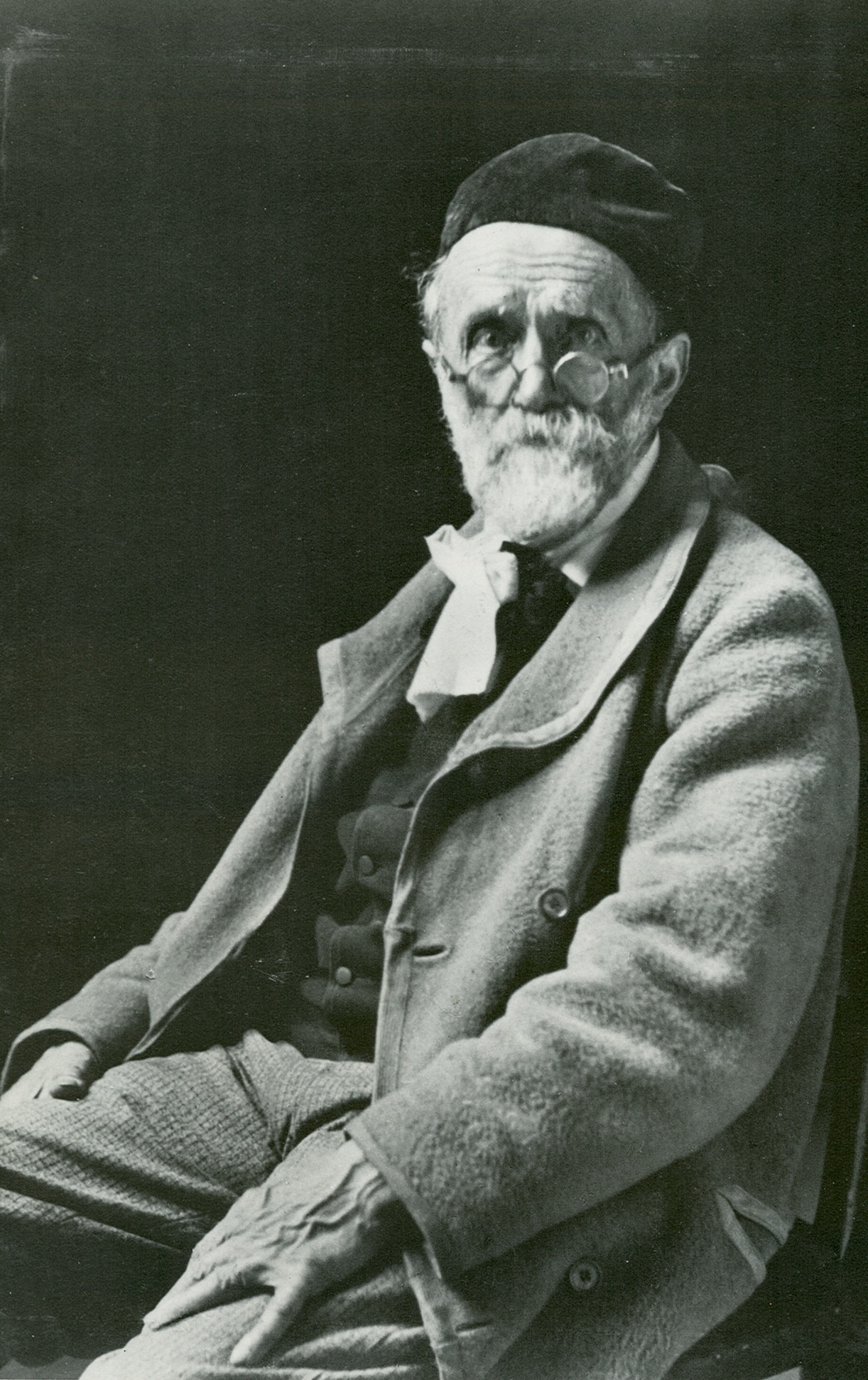
Albert Anker en 1901 en su estudio de pintor.

El 6 de diciembre de 1864 se casó en Twann con Ana Rüfli, con la que tuvo seis hijos. Anker dibujó muchas veces a sus hijos y nietos. Su mujer aparece ocasionalmente en algunos bosquejos y la retrató en el cuadro Die Länderkinder (Los niños del pueblo): es la mujer con cofia delante del carruaje al fondo. El joven con la blusa clara que mira a una mujer vestida de oscuro, es su hijo Moritz.
En 1866 entró en la "Sociedad suiza de escritores y escultores". En 1869 empezó a colaborar con Théodore Deck, para quien realizó más de 300 dibujos para decorar sus obras. Su fama le permitió dedicarse a la política y de 1870 a 1874 fue diputado del Gran Concejo del cantón de Berna, donde apoyó la construcción del Museo de bellas artes, que se inauguró 1873. Fue encargado de organizar el pabellón suizo en la Exposición Universal de París (1878), lo que le valió ser nombrado Caballero de la Legión de Honor francesa. En 1888 fue elegido para la Comisión federal de bellas artes y la Fundación Gottfried Keller. En 1900 fue nombrado Doctor h.c. por la Universidad de Berna.
En 1901 sufrió un ataque de apoplejía que le dejó paralítica la mano derecha y le impidió seguir trabajando en cuadros al óleo, por lo que después pintó unas 600 acuarelas. Albert Anker murió el 16 de julio de 1910 en Ins, siendo enterrado en el cementerio de dicha comuna suiza. La casa donde vivió está dedicado a su vida y obra. 
|  |  |  |  |

## Obras
- Mi hija Louise
- Maurice con la gallina
- Louise y su muñeca
- Rudi comiendo
- Naturaleza muerta con vino y castañas
- La chica con el dominó
- Café y Brandy
- Café con leche
- El café
- El té
- La langosta
- Té y jerez
- Escuela rural de la Selva Negra
- Escuela rural
- El examen
- El bautizo
- La salida de la iglesia
- La mirada de Caperucita
- Pequeño granjero leyendo en el banco junto a la chimenea
- Muchacha pelando patatas
- La guardería
- La siesta
- La devoción del abuelo